# Virus (álbum)
Virus é o sexto álbum de estúdio da banda inglesa de metal progressivo Haken. Foi lançado em 24 de julho de 2020 pela Inside Out Music após ser adiado por três vezes; era previsto inicialmente para 5 de junho de 2020, depois 19 de junho de 2020 e 10 de julho de 2020. De acordo com o guitarrista e compositor principal da banda, Richard Henshall, o álbum está vagamente conectado ao lançamento anterior de 2018, Vector. Como este último, Virus foi mixado pelo ex-baixista do Periphery, Adam "Nolly" Getgood, e a arte foi criada pelos colaboradores de longa data do Blacklake. É o último álbum com o tecladista Diego Tejeida, que deixou a banda no ano seguinte.

O primeiro single, "Prosthetic", foi lançado em 3 de abril de 2020, juntamente a um clipe. Sobre a música, a banda disse:
| “ | Prosthetic foi a primeira música que completamos durante as sessões de composição de "Virus" e sempre sentimos que ela seria a abertura perfeita para o álbum. É uma faixa bem pesada de guitarras com suas raízes em riffs thrash dos anos 80, mas com as viradas rítmicas incomuns que sempre gostamos de explorar no Haken. [...] Liricamente, a música é uma ponte entre nossos dois álbuns Vector e Virus. | ” |

## Contexto
O Haken esteve escrevendo secretamente a música de Virus e todas as ideias iniciais foram criadas quando eles estavam escrevendo Vector no final de 2017, logo após uma turnê com Mike Portnoy em reproduções ao vivo de sua Twelve-step Suite. O título do álbum gerou surpresa, pois foi anunciado durante a pandemia de COVID-19, mas o vocalista Ross Jennings disse que foi apenas uma coincidência; em 2017, os membros queriam que seu quinto e sexto álbuns começassem com as letras "V" e "VI", respectivamente, para aludir aos números 5 e 6 em algarismos romanos. Ross diz que a turnê com Mike com uma série conceitual de canções não os influenciou na criação dos conceitos que resultariam nos álbuns.
Apesar dos álbuns estarem conectados, Vector inicialmente não foi promovido como a primeira metade de algo maior porque a banda queria que ele fosse tratado como um todo e por si só. Ao mesmo tempo, Virus pode ser ouvido até mesmo por pessoas que ainda não conhecem Vector.
Embora a banda esteja acostumada a arranjar músicas remotamente, desta vez eles tiveram algum tempo para concebê-las juntos durante uma turnê com Devin Townsend.

## Conceito, temas e composição
O álbum continua a história do Vector ao mesmo tempo em que expande um conceito iniciado com "Cockroach King", música do seu álbum de 2013 The Mountain. De acordo com Richard, "queríamos fornecer uma história de fundo para o protagonista que introduzimos nisso [na música]. Então, em Vector vemos o personagem institucionalizado, então, com Virus, a narrativa acompanha sua queda maníaca." A música épica "Messiah Complex" faz referência a melodias e temas daquela música. De acordo com Ross, ela explora a "ideologia de um governo tirânico, o narcisismo que o cerca e vê a ascensão e queda do Cockroach King [Rei das Baratas, em tradução livre] como um vírus político. É um conto fictício, mas também há um elemento de colocar um espelho no mundo negativo em que vivemos." Richard também disse que a música foi baseada em um dos riffs finais presentes na versão inicial de "Nil by Mouth", do Vector, que originalmente tinha 11 minutos de duração.
Os temas presentes no álbum são abuso institucional, relacionamentos físicos e mentais abusivos, ansiedade, depressão e tendências suicidas.

## Lista de faixas
| Faixas de Virus |                                                                                                 |         |  |
| N.º             | Título                                                                                          | Duração |  |
| 1.              | "Prosthetic" (Prótese)                                                                          | 5:58    |  |
| 2.              | "Invasion" (Invasão)                                                                            | 6:42    |  |
| 3.              | "Carousel" (Carrossel)                                                                          | 10:29   |  |
| 4.              | "The Strain" (A Variante)                                                                       | 5:23    |  |
| 5.              | "Canary Yellow" (Amarelo Canário)                                                               | 4:14    |  |
| 6.              | "Messiah Complex I: Ivory Tower" (Complexo de Messias I: Torre de Marfim)                       | 3:57    |  |
| 7.              | "Messiah Complex II: A Glutton for Punishment" (Complexo de Messias II: Um Glutão por Puinição) | 3:38    |  |
| 8.              | "Messiah Complex III: Marigold" (Complexo de Messias III: Cravo Amarelo)                        | 2:24    |  |
| 9.              | "Messiah Complex IV: The Sect" (Complexo de Messias IV: A Seita)                                | 2:02    |  |
| 10.             | "Messiah Complex V: Ectobius Rex" (Complexo de Messias V: Torre de Marfim)                      | 4:57    |  |
| 11.             | "Only Stars" (Apenas Estrelas)                                                                  | 2:10    |  |
| Duração total:  | Duração total:                                                                                  | 51:54   |  |

| Faixa bônus da edição japonesa |                                                                        |         |  |
| N.º                            | Título                                                                 | Duração |  |
| 1.                             | "Canary Yellow (Acoustic Version)" (Amarelo Canário (Versão Acústica)) | 4:05    |  |

| Faixas bônus da edição de luxo |                                                               |         |  |
| N.º                            | Título                                                        | Duração |  |
| 12.                            | "Prosthetic (Instrumental)"                                   | 5:58    |  |
| 13.                            | "Invasion (Instrumental)"                                     | 6:42    |  |
| 14.                            | "Carousel (Instrumental)"                                     | 10:29   |  |
| 15.                            | "The Strain (Instrumental)"                                   | 5:23    |  |
| 16.                            | "Canary Yellow (Instrumental)"                                | 4:14    |  |
| 17.                            | "Messiah Complex I: Ivory Tower (Instrumental)"               | 3:57    |  |
| 18.                            | "Messiah Complex II: A Glutton for Punishment (Instrumental)" | 3:38    |  |
| 19.                            | "Messiah Complex III: Marigold (Instrumental)"                | 2:24    |  |
| 20.                            | "Messiah Complex IV: The Sect (Instrumental)"                 | 2:02    |  |
| 21.                            | "Messiah Complex V: Ectobius Rex (Instrumental)"              | 4:57    |  |
| 22.                            | "Only Stars (Instrumental)"                                   | 2:10    |  |
| Duração total:                 | Duração total:                                                | 1:43:38 |  |

## Recepção
O álbum recebeu críticas em geral positivas dos críticos musicais. De acordo com o crítico Thom Jurek, ele desafia com sucesso os tropos do metal progressivo. Ele elogiou as complexidades harmônicas e rítmicas das faixas.
Alguns críticos também notaram as semelhanças musicais entre o álbum e as obras de bandas como Meshuggah e Dream Theater.

## Créditos
Conforme AllMusic:
Haken
- Ross Jennings – vocais
- Richard Henshall – guitarras
- Charlie Griffiths – guitarras
- Diego Tejeida – teclados
- Conner Green – baixo
- Raymond Hearne – bateria

Pessoal adicional
- Pete Jones – teclados adicionais em "Messiah Complex", programação de bateria em "The Strain", produção e arranjo em "Only Stars"
- Pete Rinaldi – violão acústico em "Prosthetic" e "Messiah Complex"
- Adam "Nolly" Getgood – solo de baixo em "Messiah Complex"

Produção e design
- Adam "Nolly" Getgood – mixagem, engenharia de bateria
- Anthony Leung – engenharia de bateria
- James Stephenson – edição de bateria
- Chris McKenzie – assistente de engenharia vocal
- Ermin Hamidovic – masterização
- Blacklake – arte e design
- Corey Meyers – logotipo
- Jeroen Moons – web design

## Paradas
| Parada (2020)                         | Maior colocação |
| ------------------------------------- | --------------- |
| Áustria (Ö3 Austria Top 40)           | 25              |
| Bélgica (Ultratop Flandres)           | 66              |
| Bélgica (Ultratop Valônia)            | 48              |
| Países Baixos (Dutch Charts)          | 30              |
| Finlândia (Suomen virallinen lista)   | 12              |
| French Albums (SNEP)                  | 142             |
| Alemanha (Offizielle Deutsche Charts) | 12              |
| Hungria (MAHASZ)                      | 33              |
| Italian Albums (FIMI)                 | 63              |
| Spanish Albums (PROMUSICAE)           | 99              |
| Suíça (Schweizer Hitparade)           | 7               |
| Reino Unido (Official Albums Chart)   | 91              |